# Přemysl Doberský
Doc. MUDr. Přemysl Doberský, DrSc. (* 20. srpna 1918, Pardubice - 26. prosince 1983, Praha) byl český lékař interní medicíny, představitel české obezitologie a v šedesátých letech hlavní dietolog Ministerstva zdravotnictví. Byl zakladatelem Pracoviště experimentální dietetiky a vědecký pracovník IKEM v Praze 4. Je autorem kontrastní diety, která slouží k redukci nadváhy.

## Dílo
- Nauka o výživě a dietetice, Praha 1965
- Léčení otylosti (spolu s R. Dolečkem a J.Šonkou) Praha 1967
- Dietní systém pro nemocnice, Praha 1968
- Rehabilitace výživou, Praha 1970

a další dietetické příručky. V roce jeho úmrtí 1983 byl vydán Dietní systém MUDr. Přemysla Doberského a kolektivu pro nemocnice a lázeňská zařízení jako závazná celostátní norma.